# Kupwara
Kupwara là một thị xã và là nơi đặt ủy ban khu vực quy hoạch (notified area committee) của quận Kupwara thuộc bang Jammu và Kashmir, Ấn Độ.

## Nhân khẩu
Theo điều tra dân số năm 2001 của Ấn Độ, Kupwara có dân số 14.711 người. Phái nam chiếm 61% tổng số dân và phái nữ chiếm 39%. Kupwara có tỷ lệ 55% biết đọc biết viết, thấp hơn tỷ lệ trung bình toàn quốc là 59,5%: tỷ lệ cho phái nam là 64%, và tỷ lệ cho phái nữ là 41%. Tại Kupwara, 13% dân số nhỏ hơn 6 tuổi.